# 斯塔夫基 (沃洛達爾西克-沃林西基區)
50°37′58″N 28°15′28″E / 50.63278°N 28.25778°E
斯塔夫基（烏克蘭語：Ставки），是烏克蘭北部的村莊，隸屬日托米爾州的日托米爾區。該村面積1.19平方公里，2001年人口319，人口密度每平方公里267.4人。